# Pegaz (zviježđe)
Pegaz (lat. Pegasus) je zviježđe sjeverne polutke nazvano prema istoimenom mitološkom krilatom konju. Jedno je od 88 modernih i 48 originalnih Ptolemejevih konstelacija. Zviježđe prikazuje samo prednju polovicu konja. Tijelo mu predstavlja veliki četverokut koji ne sačinjavaju jako sjajne zvijezde, ali kako nema sjajnijih zvijezda u blizini, može ga se lako uočiti. Najsjajnije su zvijezde Enif (ε Peg), crveni div Šeat (β Peg), bijeli div Markab (α Peg), polupravilno promjenljivi modrikasti div Algenib (γ Peg), Matar (η Peg), Homam (ζ Peg) i Sadalbari (μ Peg). Zviježđe nema zvijezdu s Bayerovom oznakom delta, budući da je ta zvijezda, Širak (δ Peg), dogovorom premještena u zviježđe Andromedu. Zviježđe sadrži kuglasti zvjezdani skup M15, spiralne galaktike NGC 26, NGC 7331 i NGC 7742, 51 Pegasi b, prvi otkriveni ekstrasolarni planet u orbiti oko zvijezde nalik Suncu, 51 Pegasi i dr.